# Muhlenbergia tenella
Muhlenbergia tenella là một loài thực vật có hoa trong họ Hòa thảo. Loài này được (Kunth) Trin. mô tả khoa học đầu tiên năm 1824.